# حركة حقوق الحيوان
حركة حقوق الحيوان (بالإنجليزية: Animal rights movement)، التي تسمى أحيانًا حركة تحرير الحيوانات، أو حركة الدفاع عن الحيوانات، هي حركة اجتماعية تسعى إلى وضع حد للتمييز الأخلاقي والقانوني الصارم بين البشر والحيوانات، ووضع حد لحالة الحيوانات كممتلكات، ووضع حد لاستخدامها في الصناعات البحثية والغذائية والملابس والترفيه.

## الشروط والفصائل
يعتقد جميع أنصار تحرير الحيوانات أن المصالح الفردية للحيوانات غير البشرية تستحق الاعتراف والحماية، ولكن يمكن تقسيم الحركة إلى معسكرين واسعين.
يعتقد المدافعون عن حقوق الحيوان أن هذه المصالح الأساسية تمنح حقوقًا أخلاقية من نوع ما على الحيوانات، ويجب أن تمنح حقوقًا قانونية. من ناحية أخرى، لا يعتقد أنصار التحررية النفعية أن الحيوانات تمتلك حقوقًا معنوية، لكنهم يجادلون، على أساس النفعية في أبسط أشكالها، ندعو إلى أن نبني القرارات الأخلاقية على أكبر قدر من السعادة - وهذا لأن الحيوانات لديها القدرة على المعاناة، يجب أن تؤخذ معاناتهم في الاعتبار في أي فلسفة أخلاقية. يجادلون بأن استبعاد الحيوانات من هذا الاعتبار، هو شكل من أشكال التمييز الذي يسمونه بالأنواع الحيوانية. انظر، على سبيل المثال، عمل بيتر سينجر.
على الرغم من هذه الاختلافات، يتم استخدام مصطلحي «تحرير الحيوانات» و «حقوق الحيوان» بشكل عام بالتبادل.
كما تم وصف الانقسام الفصالي كما هو الحال بين الفصيل الإصلاحي أو التيار الرئيسي وبين الفصائل الراديكالية المؤيدة للإلغاء والمباشرة. الفصيل السائد مهني إلى حد كبير ويركز على التماس التبرعات والحصول على تمثيل إعلامي. هذا التركيز على تعبئة الموارد، التي يتم السعي إليها عن طريق محاذاة الإطار مع الأطر الثقافية السائدة، يؤدي إلى حل وسط مع الأهداف. الجهات الفاعلة في الحركة الإصلاحية تشخص المشكلة على أنها مشكلة من سوء معاملة الحيوانات، وتقدم تشخيصًا يشمل إصلاح الرعاية الاجتماعية، وتستخدم أطر عمل تشمل الصدمات الأخلاقية. وقد لوحظ أن قوة حركة حقوق الحيوان في الولايات المتحدة تتركز في المنظمات المهنية غير الربحية التي تفضل الأهداف المعتدلة لإصلاح الرعاية الاجتماعية وتميل إلى أن تكون متجانسة.
يشمل العمل المباشر أو الفصائل المتشددة في مجموعتها من الأضرار التي لحقت بممتلكات المتنافسين، والإفراجات المفتوحة، والتخويف، والعنف المباشر. مع هذه، فإنها تقدم التكهن لمشكلة استخدام الحيوانات التي تركز على تغيير المجتمع من خلال القوة والخوف. غالبًا ما ترفض الجهات الفاعلة في مجال حقوق الحيوان هذا الفصيل، مشيرة إلى العنف باعتباره تكتيكًا يؤدي إلى نتائج عكسية يدعو إلى القمع (على سبيل المثال، قانون مكافحة مشروعات الحيوان) ولا يتحدى اقتصاديًا الأنظمة الموجودة.
تشمل الفصائل الأصغر مجموعات تركز على نظرية حقوق الحيوان القائمة على العقيدة والنباتيين، الذين يتسم نهجهم بانتقاد الرأسمالية على أساس أنه أدى إلى استغلال جماعي غير إنساني وبيئي.
وأشار الباحثون إلى أن مثل هذه الفصائل شائعة في الحركات الاجتماعية وتلعب دورا في الحفاظ على صحتها.

## التاريخ
تعود حركة حقوق الحيوان إلى حركة حماية الحيوانات في إنجلترا الفيكتورية، والتي بدأها الصليبيون الأخلاقيون الأرستقراطيون ردا على المعاملة السيئة لخبراء العمل في المدن للكلاب الضالة. تشمل التأثيرات المبكرة الأخرى: رواية أبتون سنكلير لعام 1906، الأدغال، التي لفتت الانتباه إلى عمليات الذبح الغامضة؛ أطروحات هنري سالت حول حقوق الحيوان غير الإنسانية؛ التي استمدت من الحجج المؤيدة لإلغاء عقوبة الإنسان للاعتراف بشخصية الأشخاص الذين يعتبرون ممتلكات؛ و Alcott House of New England، مجتمع يعمل كوقف على خط سكة حديد تحت الأرض ويتطلب من سكانه تناول نظام غذائي نباتي.

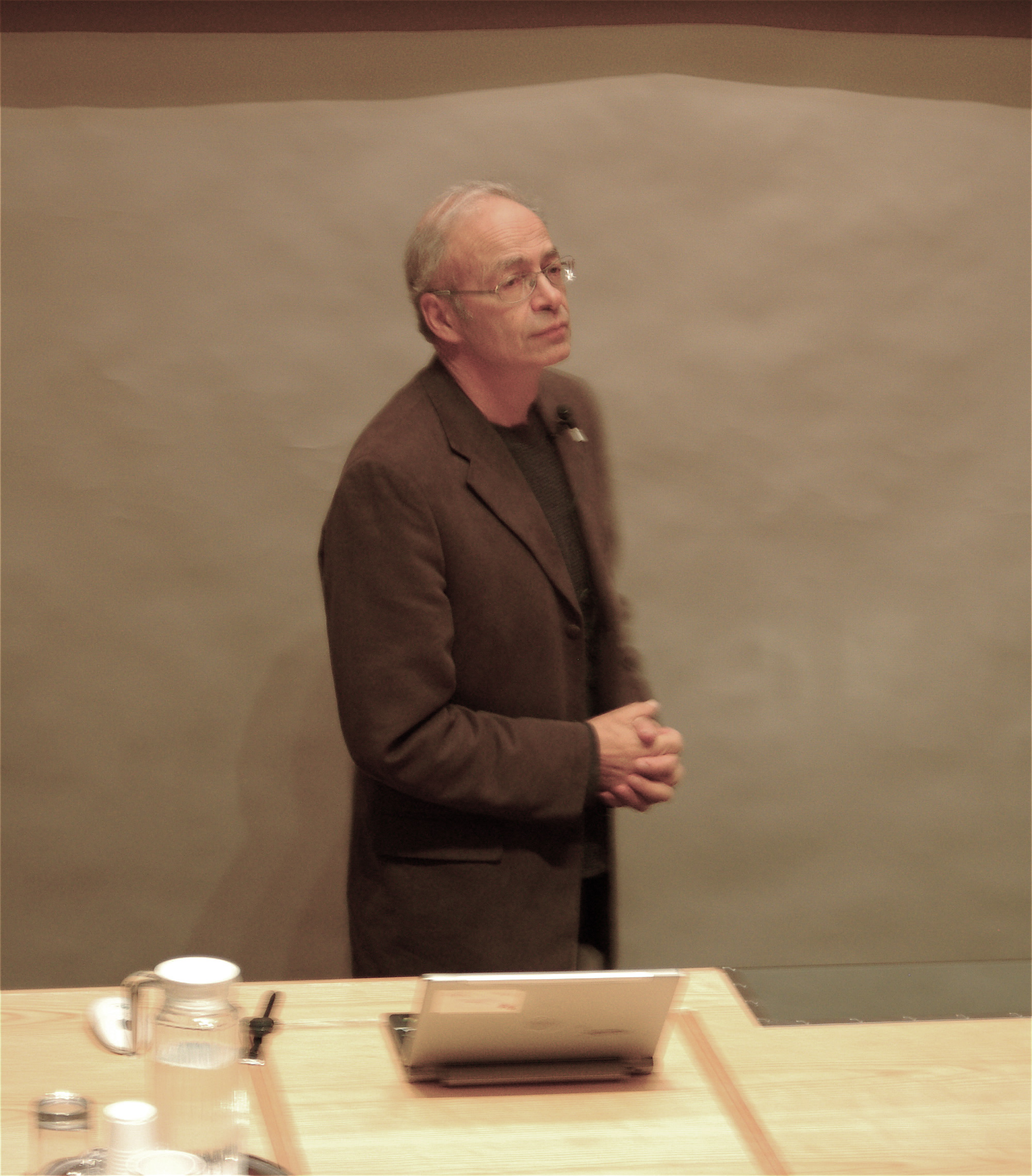
الفيلسوف بيتر سينجر

تعتبر الحركة المعاصرة قد تأسست في المملكة المتحدة في أوائل السبعينيات من قبل مجموعة من طلاب الفلسفة في الدراسات العليا بجامعة أكسفورد، والمعروفة الآن باسم «مجموعة أكسفورد». ترأس المجموعة روزاليند وستانلي جودلوفيتش، طلاب الدراسات العليا في الفلسفة الذين أصبحوا نباتيين في الآونة الأخيرة. التقى جودلوفيتش بجون هاريس وديفيد وود، وهما أيضًا من خريجي الفلسفة، الذين أقنعوا قريبًا بالحجج المؤيدة لحقوق الحيوان وأصبحوا نباتيين. بدأت المجموعة بإثارة القضية مع الفلاسفة الأخلاقيين البارزين في جامعة أكسفورد، بمن فيهم البروفيسور ريتشارد هير، شخصياً وفي المحاضرات. لم يكن مقاربتهم يعتمد على العاطفية («اللطف على الحيوانات الغبية»)، ولكن على الحقوق المعنوية للحيوانات. سرعان ما طوروا (واستعاروا) مجموعة من الحجج القوية لدعم وجهات نظرهم، حتى يكتب عالم النفس السريري في أكسفورد ريتشارد رايدر، الذي كان من المفترض أن يصبح قريباً جزءًا من المجموعة، أنه «نادراً ما كان هناك سبب وجدل عقلاني جدًا. تسليحا جيدا».
كان مقالاً عام 1965 للكاتب بريجيد بروفي في صحيفة صنداي تايمز والذي كان محوريًا في المساعدة في إشعال الحركة. كتب بروفي:
وجد الفلاسفة هذه المقالة واستلهموها من جدالها غير العاطفي القوي. في الوقت نفسه تقريبًا، كتب رايدر ثلاث رسائل إلى الديلي تلجراف ردًا على حجج بروفي. قرأ بروفي رسائل رايدر ووضعه على اتصال مع جودلوفيتش وجون هاريس، اللذين كانا قد بدأا في التخطيط لكتاب حول هذه القضية، والتي كانت مستوحاة جزئيًا من جدلية بروفي. كان على الفلاسفة أيضًا أن يروا بروفي عن إمكانية وجود كتاب مقالات حول هذا الموضوع. اعتقدوا في البداية أن كتابًا به مساهمات من بروفي وروث هاريسون ومورين دوفي وغيرهم من الكتاب المعروفين قد يكون مهمًا للناشرين، ولكن بعد أن رفض الناشر الأول اقتراحًا أوليًا، اقترح جيلز جوردون من فيكتور جولانشز أن العمل سيكون أكثر قابلية للتطبيق إذا تضمن كتاباتهم الخاصة. كانت هذه هي الفكرة التي أصبحت «حيوانات، رجال وأخلاق» (انظر أدناه).

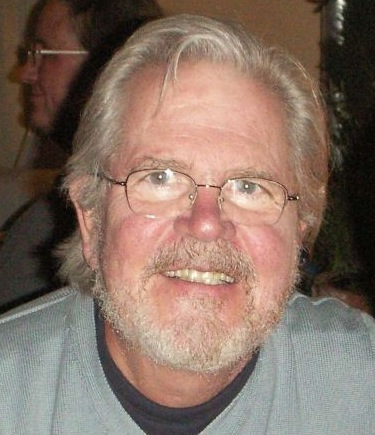
الفيلسوف توم ريغان

في عام 1970، صاغ Ryder عبارة " الأنواع "، أولًا استخدمها في كتيب مطبوع بشكل خاص لوصف إسناد القيمة لمصالح الكائنات على أساس عضويتهم في نوع معين. أصبح رايدر بعد ذلك مساهماً في الحيوانات والرجال والأخلاق: تحقيق في سوء معاملة غير البشر (1972)، قام بتحريره جون هاريس وجودلوفيتش، وهو عمل أصبح مؤثرًا للغاية،  كما فعلت روزاليند جودلوفيتش في مقالته "الحيوان" والأخلاق، "نشرت في نفس العام.
كان في استعراض للحيوانات، الرجال والأخلاق في مجلة New York Review of Books أن الفيلسوف الأسترالي بيتر سينجر طرح حججه الأساسية أولاً، بناءً على النفعية ورسم مقارنة واضحة بين تحرير المرأة وتحرير الحيوانات. من المراجعة، جاء «تحرير حيوان المغني»، الذي نُشر في عام 1975، والذي يعتبره الكثيرون الآن «الكتاب المقدس» للحركة.
من بين الكتب الأخرى التي تم اعتبارها مهمة الفيلسوف توم ريغان The Case for Animal Rights (1983)؛ تم إنشاؤها من الحيوانات: الآثار الأخلاقية للداروينية لجيمس راشيلز (1990)؛ الحيوانات والممتلكات والقانون (1995) الباحث القانوني غاري فرانسيوني، Rattling the Cage: نحو الحقوق القانونية للحيوانات من قبل باحث قانوني آخر Steven M. Wise (2000)؛ وحقوق الحيوان والفلسفة الأخلاقية بقلم جوليان هـ. فرانكلين (2005).

## الجنس، والطبقة، وغيرها من العوامل
كان هناك عامل آخر يغذي حركة حقوق الحيوان هو الاشمئزاز من المذابح المتلفزة. في الولايات المتحدة، عقدت المنظمة الوطنية للمزارعين العديد من مذابح الاحتجاجات العامة في أواخر الستينيات وأوائل السبعينيات. احتجاجًا على انخفاض أسعار اللحوم، فإن المزارعين سيقتلون حيواناتهم أمام ممثلي وسائل الإعلام. لقد أهدرت الجثث ولم تؤكل. ومع ذلك، فإن هذا الجهد جاء بنتائج عكسية لأنه أغضب جمهور التلفاز ليرى أن الحيوانات تقتل بلا مبرر وبأسرة.
تضم الحركة في الغالب أعضاء من الإناث من الطبقة العليا والمتوسطة من النساء البيض، ويرجع ذلك إلى ارتباطها بحركة حماية الحيوان الإنجليزية الفيكتورية وحركات النسوية والبيئية الأمريكية. على هذا النحو، ترتبط الحركة على نطاق واسع في المجالات العامة بالنساء والأنوثة. يتأثر التصور العام للحركة بالتقييمات الجنسانية؛ يميل الغرباء من الحركة إلى النظر إلى الناشطين على أنهم غير عقلانيين بسبب المشاعر العاطفية المفرطة. وإدراكاً من ذلك، قام النشطاء بدمج الرجال استراتيجياً في مناصب القيادة والإنتاج النظري، من أجل إضفاء الشرعية على الحركة ومواجهة المعتقدات الشعبية حول أولوية الانفعال في حركة حقوق الحيوان. يعتمد هذا التكتيك على التصور الشائع للرجل بأنه عقلاني وغير عاطفي، ويتبع اتجاهًا في نشاط الحراك الاجتماعي الذي يسعى إلى مواجهة الجمعيات التقليدية مع الأنوثة والمجالات الخاصة من خلال التأكيد على العقلانية والحقوق والعدالة.

## الوضع الحالي للحركة
لم يعد يُنظر إلى الحركة على أنها تحوم على الهامش. في الثمانينيات والتسعينيات، انضم إليها مجموعة واسعة من الأكاديميين والمهنيين، بما في ذلك المحامون والأطباء وعلماء النفس والأطباء البيطريون وأطباء التشريح السابقون،  وهو الآن موضوع شائع للدراسة في أقسام الفلسفة في أوروبا وأمريكا الشمالية. يتم تدريس دورات قانون الحيوان في 92 من أصل 180 كلية الحقوق في الولايات المتحدة، وقد اكتسبت الحركة الدعم من كبار علماء القانون، بما في ذلك آلان ديرشوفيتز  ولورنس تريبيز من كلية الحقوق بجامعة هارفارد. تم إنشاء فصول من قانون حقوق الحيوان في العديد من نقابات المحامين في الولايات، ويتم اقتراح القرارات المتعلقة بحقوق الحيوان بانتظام داخل نقابة المحامين الأمريكية.
وقال مايكل سوكراس من جرينبرج تراوريج لرابطة كليات الطب الأمريكية: «هناك تحول مهم للغاية يحدث في الطريقة التي يفكر بها كثير من الناس في كليات الحقوق وفي مهنة المحاماة بالحيوانات. هذا التحول لم يصل بعد إلى الرأي العام. ومع ذلك، في [الولايات المتحدة]، يحدث التغيير الاجتماعي ويمكن أن يحدث من خلال المحاكم، والتي في كثير من الحالات لا تعمل كمؤسسات ديمقراطية. لذلك، فإن التطور في الرأي القانوني للنخبة مهم للغاية...» 

## الأهداف الفلسفية والقانونية
تهدف الحركة إلى تضمين الحيوانات في المجتمع الأخلاقي من خلال وضع المصالح الأساسية للحيوانات غير البشرية على قدم المساواة مع المصالح الأساسية للبشر. لن يكون الاهتمام الأساسي هو الشعور بالألم نيابة عن الحيوانات الأخرى الفردية أو غير البشرية. الهدف هو إزالة الحيوانات من مجال الملكية ومنحها شخصية. وهذا هو، لرؤيتهم منح الحقوق القانونية لحماية مصالحهم الأساسية.
يزعم الليبراليون أن الحيوانات لها قيمة في القانون فقط فيما يتعلق بفائدتها أو تفيد أصحابها، ولا يتم منحهم أي قيمة جوهرية على الإطلاق. في الولايات المتحدة، على سبيل المثال، تصوغ قوانين الولايات والقوانين الفيدرالية قواعد معاملة الحيوانات من حيث وضعها كملكية. يشير الليبراليون إلى أن قوانين القسوة على الحيوانات في تكساس لا تنطبق إلا على الحيوانات الأليفة التي تعيش تحت رعاية البشر وتستبعد الطيور والغزلان والأرانب والسناجب والحيوانات البرية الأخرى التي لا يمتلكها البشر، وتجاهل تلك الولاية القضائية لمثل هذه المخلوقات تقع ضمن نطاق الدولة ضباط الحياة البرية. يستثني قانون رعاية الحيوانات بالولايات المتحدة «متاجر الحيوانات الأليفة... معارض الدولة والريف، معارض الماشية، مسابقات رعاة البقر، عروض الكلاب والقطط الأصيلة، وأي معارض أو معارض تهدف إلى تطوير الفنون والعلوم الزراعية». لا يوجد في القانون ذكر أن هذه الأنشطة تندرج بالفعل ضمن اختصاص دوائر الزراعة الحكومية. تفسر وزارة الزراعة القانون على أنه يستبعد أيضًا الحيوانات ذات الدم البارد، والحيوانات ذات الدم الدافئ التي لا «تستخدم لأغراض البحث أو التدريس أو الاختبار أو التجارب... أو كحيوانات أليفة و [و] حيوانات المزرعة المستخدمة في الغذاء أو الألياف أو أغراض الإنتاج».
يقوم مشروع القردة العليا ومقره سياتل، والذي أسسه بيتر سينجر، بحملة من أجل الأمم المتحدة لاعتماد إعلانها بشأن القردة العليا، والذي سيشمل شمبانزي، وبونوبوس، وغوريلا، وأورانج أوتان ضمن «مجتمع متساوٍ». مع البشر. يريد الإعلان أن يمتد ليشمل القرود غير البشرية حماية ثلاث مصالح أساسية: الحق في الحياة، وحماية الحرية الفردية، وحظر التعذيب.
وقد إستهل كتاب فلسفي معاصر يدعى «الأورجانون الأخير» بالفصل الأول منه قضية «حق الحيوان» وطالب بضراوة بإضافة حقوق جديدة للحيوان مثل عدم إستخدامه في التجارب المعملية وفرض قوانين دولية تدعم حقوق الحيوان بالأخص في دول العالم النامية وتخصيص جهة رقابية خاصة لتلك العملية، كما نادى بتقليل أعداد الحيوانات المستهدفة للإستهلاك الغذائي الأدمي للحد الأدنى بحيث لا يلقى بفائض اللحوم الحيوانية في المزابل بعد اللولائم الكبرى.

## تغييرات قانونية تتأثر بالحركة
فيما يتعلق بالحملة الرامية إلى تغيير حالة الحيوانات كممتلكات، شهدت حركة تحرير الحيوانات نجاحًا في العديد من البلدان. في عام 1992، عدلت سويسرا دستورها للاعتراف بالحيوانات ككائنات وليس أشياء. ومع ذلك، في عام 1999 تم إعادة صياغة الدستور السويسري بالكامل. بعد عقد من الزمان، ضمنت ألمانيا حقوق الحيوانات في تعديل 2002 على دستورها، لتصبح أول عضو في الاتحاد الأوروبي يفعل ذلك. وقد تم تعديل القانون المدني الألماني في عام 1997.
ربما كان أكبر نجاح لحركة تحرير الحيوانات هو منح الحقوق الأساسية لخمسة أنواع كبيرة من القرود في نيوزيلندا في عام 1999. ممنوع استخدامها الآن في البحث أو الاختبار أو التدريس. كما قامت حكومات أخرى في السابق بتنفيذ حظر على هذه التجارب، مثل حكومة المملكة المتحدة في عام 1986. كما حظرت بعض الدول الأخرى أو قيّدت بشدة استخدام القرود الكبيرة غير البشرية في الأبحاث. أيضًا، في 17 أيار (مايو) 2013، أعلنت الهند أن جميع الحوتيات تتمتع بوضع «أشخاص غير إنسانيين».
في الولايات المتحدة، صدر قانون رعاية الحيوان في عام 1966. يحمي هذا القانون الحيوانات في أعمال البحث والنقل والبيع. بشكل عام، يتم حماية الحيوانات من أي تعذيب أو إهمال أو قتل. تم إجراء العديد من التعديلات على هذا القانون لإبقائه محدثًا. من أجل توجيه الاتهام لسوء معاملة الحيوانات، يجب أن يكون هناك محاكمة ومحاكمة. في حين أن هناك قانونًا واحدًا يغطي الولايات المتحدة بأكملها، إلا أن هناك قوانين أكثر حداثة تحيط بحقوق الحيوان، والتي تختلف باختلاف الولايات. على الرغم من وجود سياسات وعواقب وخيمة، إلا أن القوانين لا يتم إنفاذها عادة بنفس القدر من القوة أو التوقيت المناسب للجريمة العادية.